# Зельва
Зе́льва (бел. Зэ́льва, пол. Zelwa, идиш זעלווא‎) — городской посёлок в Гродненской области Беларуси. Административный центр Зельвенского района.
Расположен за 132 км на юго-восток от Гродно; железнодорожная станция на линии Волковыск — Барановичи. Расположен на реке Зельвянка.
Численность населения — 6 193 человек (на 1 января 2025 года).

## География

### Гидрография
Река Зельвянка, Зельвенское водохранилище.

## Этимология
Название Зельвы происходит от названия речки Зельвянка (в источниках XVI в. — Зельвея, Зельва).
По мнению большинства исследователей топоним Зельва имеет угро-финское происхождение.
По мнению литовского языковеда Буги название реки имеет балтское происхождение и связано с литовским žalvas «зеленоватый». Ванагас таким же образом объяснял происхождение гидронимов Zelva, Zelvė, Želva, Želvis в Литве.

## Геральдика

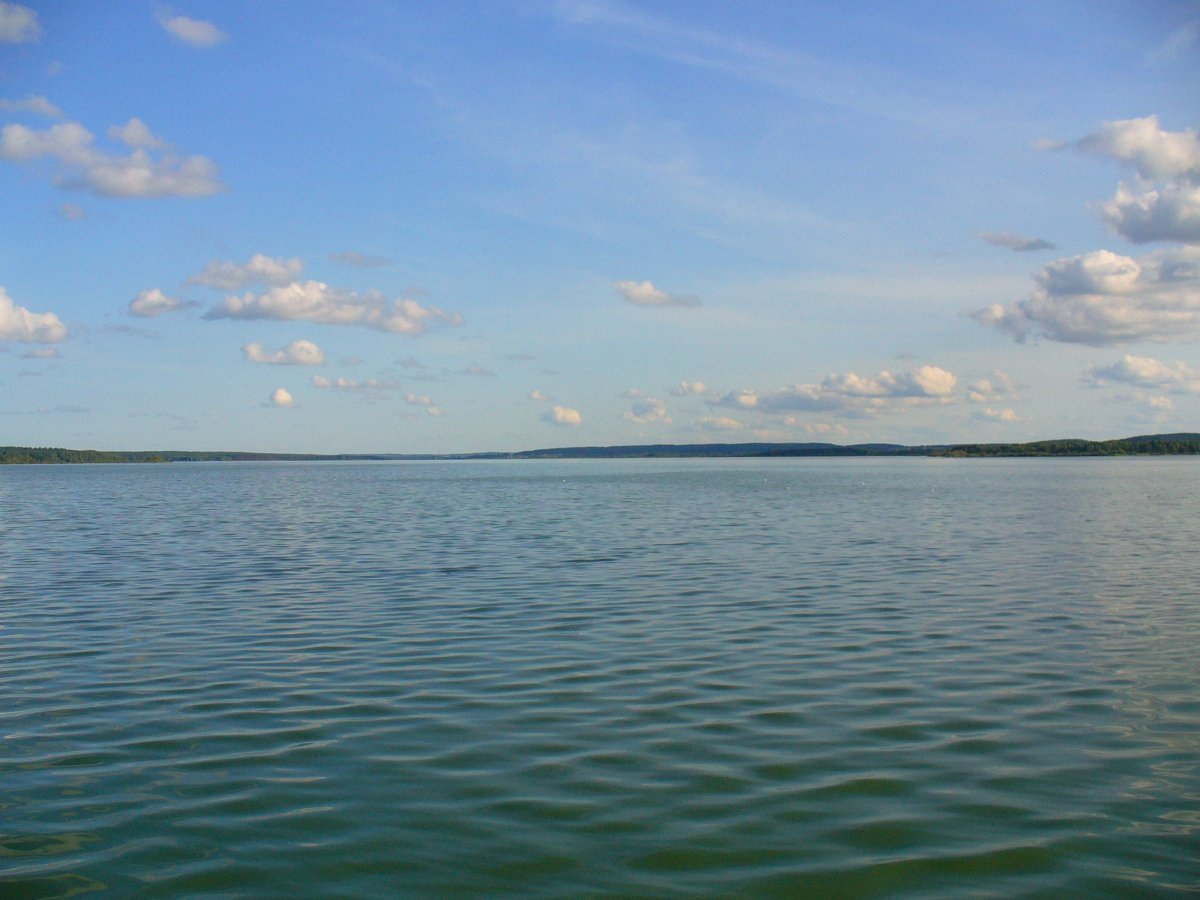
Зельвенское водохранилище

Герб и флаг учреждены Указом Президента Республики Беларусь от 14 июня 2007 года № 279 и зарегистрированы в Государственном геральдическом регистре 4 июня 2009 года № Б-112 и № Б-113. Одобрены решением Зельвенского районного Совета депутатов от 29 сентября 2006 года № 16/11.

## История
Официально начало истории Зельвы ведется от 1258 года, когда в Ипатьевской летописи упоминается населённый пункт, существовавший на её месте. Вероятно, древнее поселение находилось в юго-восточной части современного городка, где существует гора, которая возвышается над окрестностями на 20—25 метров.
Согласно современным энциклопедическим справочникам, первое же письменное упоминание о Зельве (Большой Зельве) как село датируется 1470 годом, когда Михаил Начович основал здесь костёл. В 1477 году костёл появился в соседнем имении Малая Зельва, владениях Ивана Гинейтовича. В XVI в. местом владели Вишневские, Ильиничи, Заберезинские, Зеновичи, Комаровские, Глебовичи, Езерские, Полубинские и др. В 1524 году Большая Зельва упоминается в документах как местечко в составе Волковысского уезда. В первой половине XVII в. местечко перешло во владение Сапег. Помимо ярмарок, развитию Зельвы способствовало и удобное географическое положение на торговом пути Минск — Слоним — Волковыск — Гродно — Белосток. На реке Зельвянка, которая была в то время судоходным притоком Немана, существовал речной порт. Сапеги гордились городком, называли его «Зельвенском графством».
В 1616 году Зельва состояла из небольшого рынка и трёх улиц; работали 17 трактиров и 2 мельницы. В 1643 году князь Казимир Лев Сапега принимал здесь короля и великого князя Владислава Вазу. В 1720 году Сапеги получили право проводить в городке ежегодную ярмарку, которая на протяжении 130 лет оставалась одной самых крупных в Великом Княжестве Литовском, торговали в основном лошадьми. В Зельву приезжали купцы с Украины, из Польши, Швеции, Дании, Италии, Пруссии, Австрии, Франции и России. Посреди рынка существовал гостиный двор с 200 магазинами.
В XVIII в. здесь появился театр, в котором играли белорусские, польские и французские актёры. В 1739 году начала действовать резиденция ордена иезуитов.

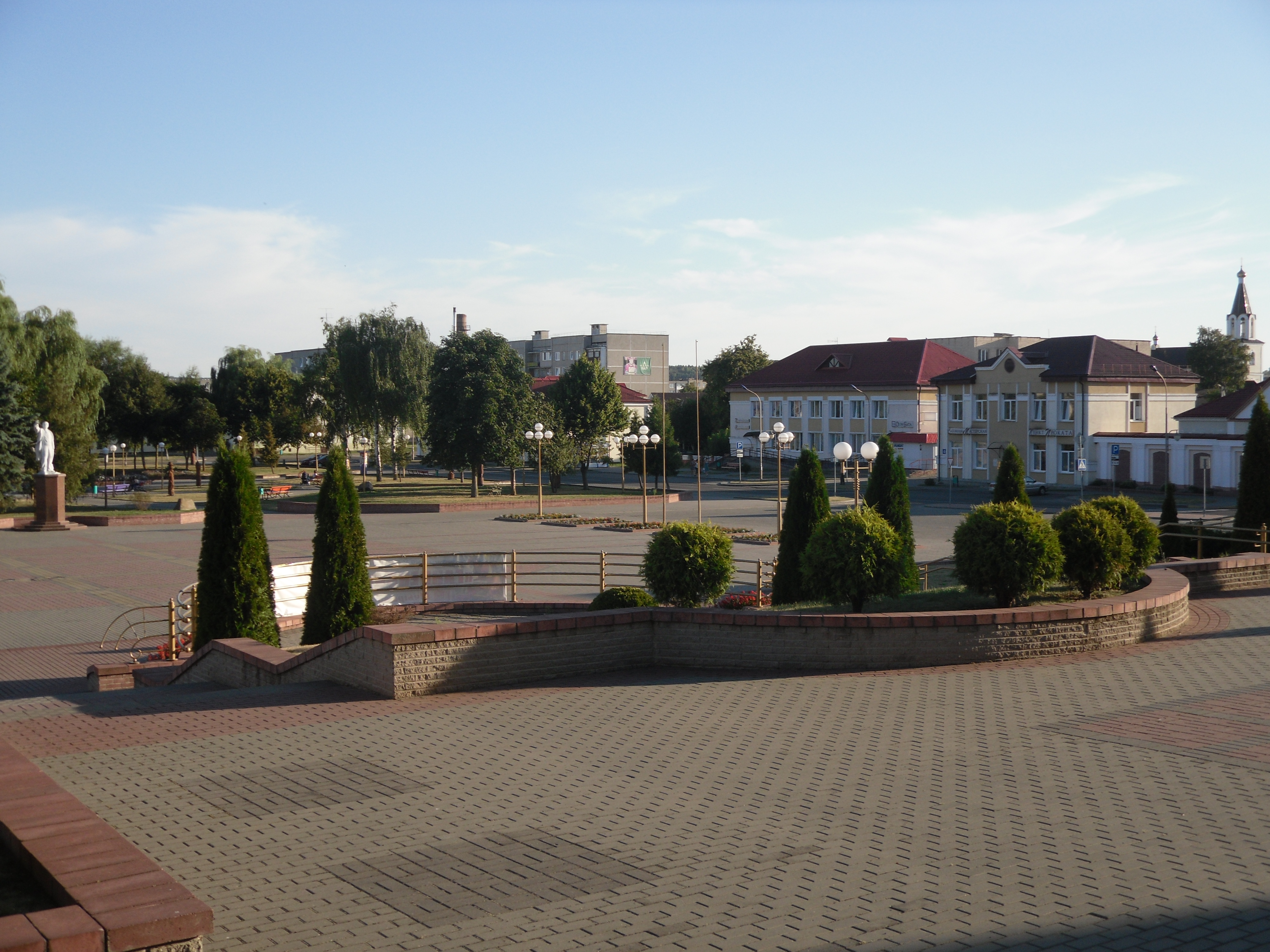
Центр г. п. Зельва

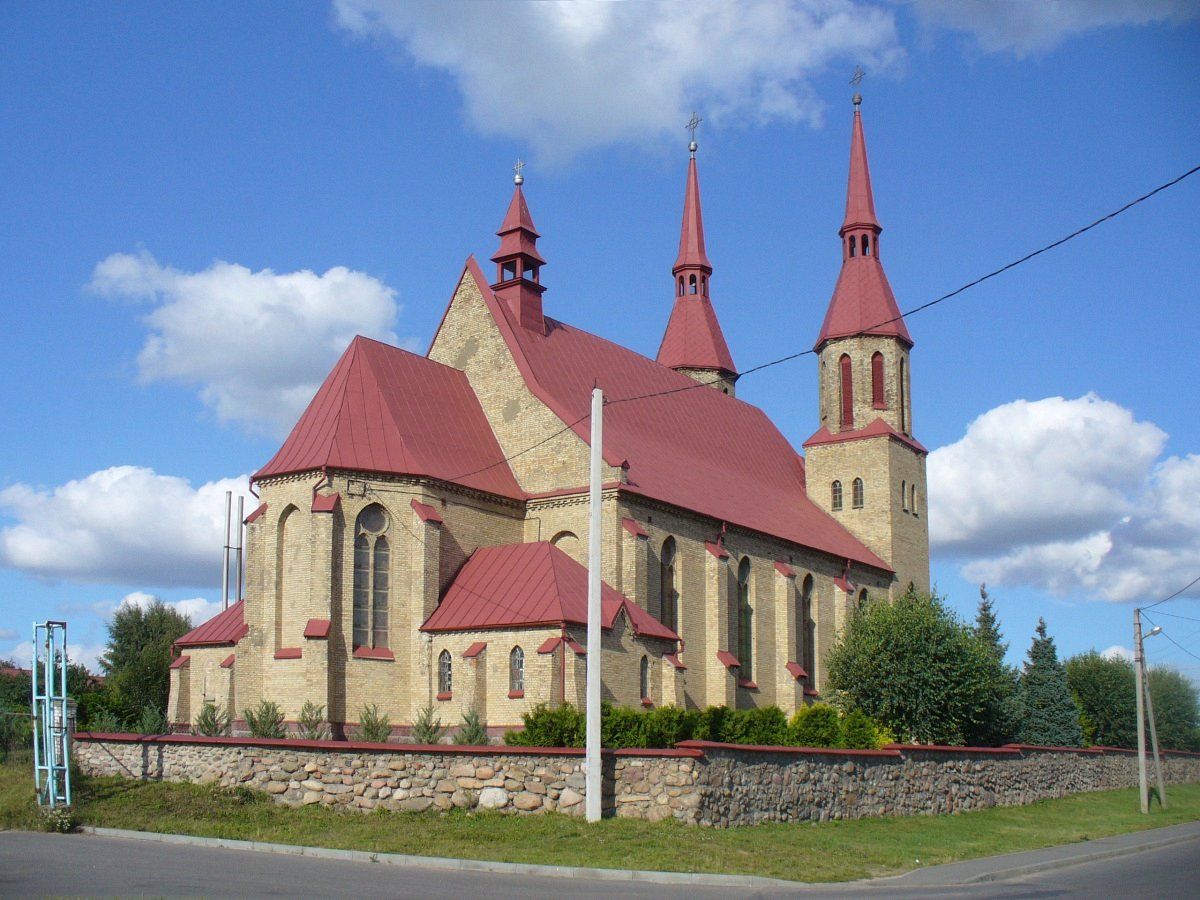
Костёл Святой Троицы

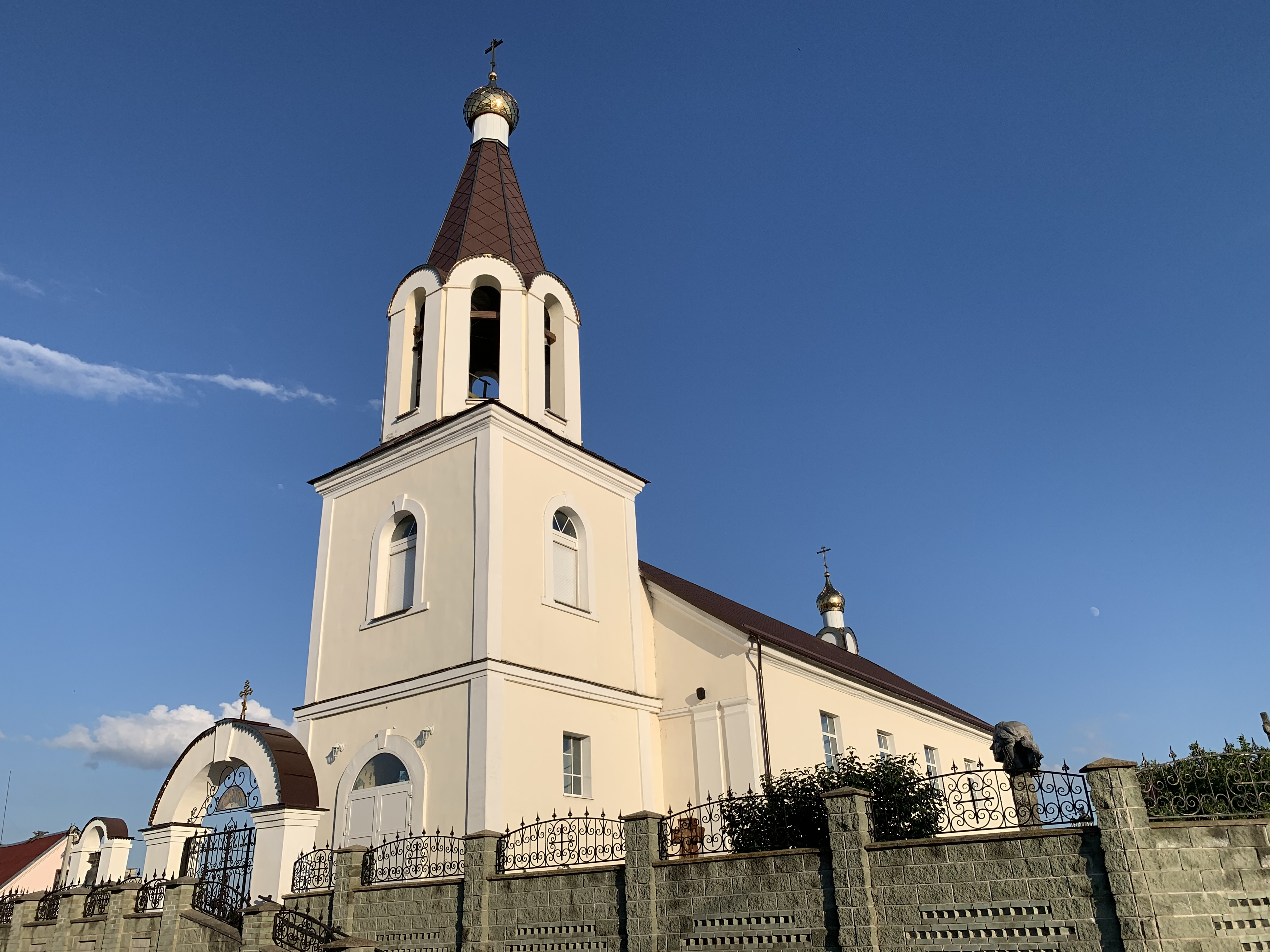
Свято-Троицкая церковь

В 1792 году в битве под Зельвой русским корпусом Бориса Меллина был побеждён литовский корпус Михаила Забелло.
В результате третьего раздела Речи Посполитой (1795) Зельва вошла в состав Российской империи как центр волости Волковысского уезда. Жители городка принимали активное участие в восстании Т. Костюшко, освободительном восстании 1830—1831 годов, национально-освободительном восстании К. Калиновского. За участие в восстании 1830—1831 годов российские власти конфисковали Зельву у Сапег. В 1863 году здесь было 163 здания, 1315 жителей. В 1886 году через городок прошла железная дорога Барановичи — Белосток. В конце XIX в. работали 2 пивоваренных и медоваренные заводы, мастерская, мужское и женское народные училища, лесопилка. В начале XX в. Малая Зельва вошла в пределы Зельвы.
В 1897 году в местечке Зельва проживало 2803 человек, из них, 1844 — евреев. Было народное училище, лечебница, мельница, винокурня, медоварня, свечная мастерская.
Согласно Рижскому мирному договору (1921 года) Зельва оказалась в составе межвоенной Польской Республики, где стала центром гмины Волковысского уезда Белостокского воеводства.
В 1939 году Зельва вошла в БССР, где 15 января 1940 года получила официальный статус поселка городского типа и стала центром района (в 1962—1965 годах входила в состав Волковысского, в 1965—1966 годах — Мостовского районов). Во Вторую мировую войну с 14 июля 1941 до 12 июля 1944 года городок находилась под немецкой оккупацией.
20 октября 1995 года административные единицы Зельвенский район и посёлок Зельва, имеющие общий административный центр, объединены в одну административную единицу — Зельвенский район.

## Население
Численность населения — 6 193 человек (на 1 января 2025 года).
| Численность населения:                                                                          |
| Графики недоступны из-за технических проблем. См. информацию на Фабрикаторе и на mediawiki.org. |

| Год            | 1959 | 1970   | 1979   | 1989   | 2006   | 2018   | 2019  | 2022   | 2023    | 2024   | 2025   |
| -------------- | ---- | ------ | ------ | ------ | ------ | ------ | ----- | ------ | ------- | ------ | ------ |
| Население чел. | 2382 | ▲ 3928 | ▲ 5631 | ▲ 7825 | ▼ 7708 | ▼ 6678 | ▼6581 | ▼ 6410 | ▼ 6 401 | ▼ 6296 | ▼6 193 |

## Экономика
В Зельве до 2013 года работал маслодельный завод (филиал ОАО «Беллакт»).
Зельвенская ГЭС на крупнейшем в области водоёме — Зельвенском водохранилище.

## Культура
- Дом культуры
- Зельвенский районный Центр культуры и народного творчества
- Зельвенская районная библиотека
- Зельвенская детская школа искусств

### Музеи
- Исторический музей «Образование Зельвенщины» гимназии № 1 г. п. Зельва
- Историко-краеведческий музей СШ № 2 г. п. Зельва
- Народный историко-краеведческий музей «Светоч» СШ № 3 г. п. Зельва
- Музей Зельвенского РОВД
- Музейная комната «Анненскі кірмаш»

## События и мероприятия
- Международный фестиваль исторической реконструкции "Легендарные эпохи"[25][26]
- «Анненскі кірмаш» — фестиваль
- Фестиваль авторской песни «Новое поколение»
- 23 сентября 2023 года — областной фестиваль «Дажынкi»[27][28][29]

## Достопримечательность
- Костельная гора — исторический центр Зельвы
- Зельвенское водохранилище
- Православный Троицкий храм
- Троицкий костёл
- Бывшая водяная мельница
- Руины храма
- Мемориальный комплекс

### Памятник, скульптура
- Памятник В. И. Ленину
- Памятник В. А. Гениюш
- Монумент Победы
- Скульптура лошади – символа Зельвенщины
- Памятник-самолёт Су-24МР

## Спорт
- Детско-юношеская спортивная школа
- Футбольный клуб «Чайка»

## СМИ
Выпускается районная газета «Праца».

## Известные уроженцы
- Михаил Михайлович Иньков — белорусский скульптор и архитектор